# Алидози, Роберто
Роберто Алидози (Roberto Alidosi) (ум. 29 ноября 1362) — сеньор Имолы с 1350.
Сын Липпо Алидози. В 1350 г. после смерти отца назначен папским викарием Имолы.
С 1356 г. — капитан папских войск в составе армии под предводительством Галеотто Малатеста в войне, которую вели Малатеста, Эсте и Каррара против Манфреди и Орделаффи — непокорных Святому престолу сеньоров Романьи.
Первая жена — Микелина Малатеста, дочь Малатеста III Малатеста, сеньора Пезаро. Овдовев, Роберто Алидози женился на Джакоме Пеполи из знатного болонского рода.
Дети:
- Аццо (ум. 1372), третий сеньор Имолы
- Алидозио
- Виоланта, муж — Гвидо да Корреджо
- Гульельмо (ум. 1383), епископ Червии, затем Имолы
- Бертрандо (ум. 1391), четвёртый сеньор Имолы
- Литто (ум. 1382), епископ Имолы (1354—1380), папский казначей (1380—1382).